# باري جونسون
باري جونسون (بالإنجليزية: Barry Johnson)‏ هو لاعب قذف أيرلندي، ولد في 17 يونيو 1984 في Rathcormac ‏ في جمهورية أيرلندا.